# 木ノ下駅
木ノ下駅（きのしたえき）は、長野県上伊那郡箕輪町大字中箕輪にある、東海旅客鉄道（JR東海）飯田線の駅である。

## 歴史
- 1911年（明治44年）
  - 2月22日：伊那電車軌道（1919年に伊那電気鉄道へ改称）が松島駅（現・伊那松島駅） - 当駅間延伸時に終着駅として開設[1][3]。一般駅[2]。
  - 11月3日：伊那電車軌道が田畑停留場（現・田畑駅）を経て御園停留場（現存せず）まで延伸[3]、途中駅となる[3]。
- 1943年（昭和18年）8月1日：伊那電気鉄道線が飯田線の一部として国有化、鉄道省（後の日本国有鉄道）の駅となる[2]。
- 1971年（昭和46年）12月1日：貨物・荷物扱い廃止（旅客駅化）[2]。業務委託駅となる[4]。
- 1987年（昭和62年）4月1日：国鉄分割民営化に伴い、東海旅客鉄道（JR東海）の駅となる[2][5]。同時に業務委託終了、無人駅化。
- 1997年（平成9年）2月1日：駅舎解体、待合所新設[1]。

## 駅構造
単式ホーム1面1線を有する地上駅。ホームは本線西側にある。伊那市駅管理の無人駅で、小さな待合所がある。

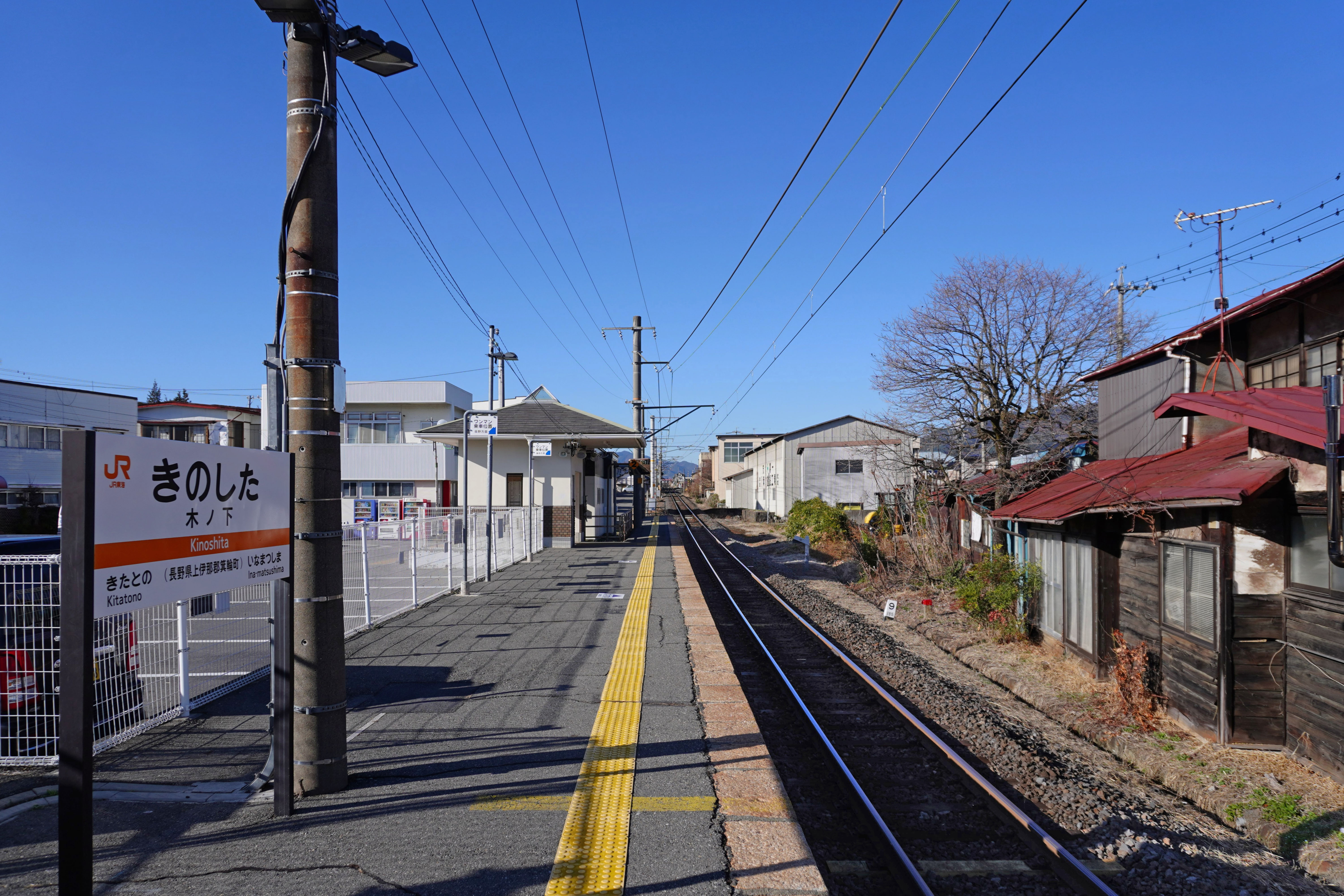
ホーム（2023年3月）

## 利用状況
「長野県統計書」によると、1日平均乗車人員は以下の通り。
- 2007年度 - 416人[1]
- 2009年度 - 427人[1]
- 2010年度 - 424人
- 2011年度 - 442人
- 2012年度 - 423人
- 2013年度 - 421人
- 2014年度 - 405人
- 2015年度 - 404人
- 2016年度 - 414人[6]
- 2017年度 - 419人[7]
- 2018年度 - 418人[8]

## 駅周辺
駅前に、南宮神社の荘厳なケヤキの大木がある。
- 天竜川
- 長野県箕輪進修高等学校[1]
- 国道153号箕輪バイパス

## 隣の駅
東海旅客鉄道（JR東海）
CD 飯田線
■快速（「みすず」以外の快速は通過）・■普通
北殿駅 - 木ノ下駅 - 伊那松島駅
※1923年まで、北殿駅と当駅の間に、塩ノ井停留場と久保停留場が存在していた。